# Frank Heinemann (Ökonom)
Frank Heinemann (* 1961 in Düsseldorf) ist ein deutscher Ökonom.

## Leben
Heinemann studierte von 1982 bis 1989 Volkswirtschaft an den Universitäten Bielefeld, New York und Bonn und schloss 1989 mit dem Diplom ab. 1989–1995 war er Assistent an der Universität Mannheim. Hier wurde er im Jahr 1995 bei Heinz König zum Dr. rer. pol. promoviert. Der Titel seiner Dissertation lautet „Rationalisierbare Erwartungen: eine entscheidungstheoretische Fundierung ökonomischer und spieltheoretischer Gleichgewichtskonzepte“.
Von 1995 bis 2001 war er Assistent an der Universität Frankfurt, dort erfolgte auch seine Habilitation. Von 2001 bis 2006 war er Oberassistent an der Ludwig-Maximilians-Universität München am Lehrstuhl von Gerhard Illing.
Seit dem 1. April 2006 ist er Professor für Makroökonomie an der Technischen Universität Berlin. Außerdem war er Gastprofessor an den Universitäten von Pittsburgh und New South Wales.
Im Jahr 1995 erhielt den Landeslehrpreis Baden-Württemberg für die Universität Mannheim.
Die Forschungsgebiete von Frank Heinemann erstrecken sich auf monetäre Makroökonomik, Stabilisierung konjunktureller Schwankungen, Finanzkrisen und experimentelle Wirtschaftsforschung.